# Spoorlijn Yverdon - Fribourg
De spoorlijn Yverdon-les-Bains - Fribourg ook wel Broye transversale genoemd is een enkelsporig Zwitserse lokaalspoorlijn die langs het riviertje de Broye loopt en de verbinding vormt tussen de kantons Vaud en Fribourg.

## Geschiedenis
Het traject van Payerne naar Fribourg werd op 25 augustus 1876 geopend en het traject van Yverdon naar Payerne werd op 1 februari 1877 geopend werden gebouwd door de Suisse Occidentale.

## Traject
Het traject van Palézieux naar Kerzers loopt in noordelijke richting parallel aan het riviertje Broye tot de Murtensee (Lac de Morat).

## Elektrische tractie
Het traject tussen Givisiez en Fribourg werd ten behoeve van de FMA tussen 23 juni 1903 en 12 augustus 1947 geëlektrificeerd met een spanning van tussen 750 en 900 volt gelijkstroom door middel van een stroomrail.
Het traject werd tussen 1944 en 1947 geëlektrificeerd met een spanning van 15.000 volt 16 2/3 Hz wisselstroom.